# Inga-Britt Törnell
Inga-Britt Törnell, född Söderberg 5 december 1927 i Brunflo församling, är en svensk jurist.
Törnell blev juris kandidat 1952 och genomförde tingstjänstgöring 1952–1954. Hon blev fiskal i Göta hovrätt 1955, sekreterare i Stockholms rådhusrätt 1956, assessor där 1965, rådman i Stockholms tingsrätt 1972 och lagfaren ledamot av Bostadsdomstolen och ställföreträdare för dess ordförande 1975. Hon var Sveriges första jämställdhetsombudman 1980–1987 och därefter fram till pensioneringen 1994 justitieråd i Högsta domstolen.